# Augustus Brandegee

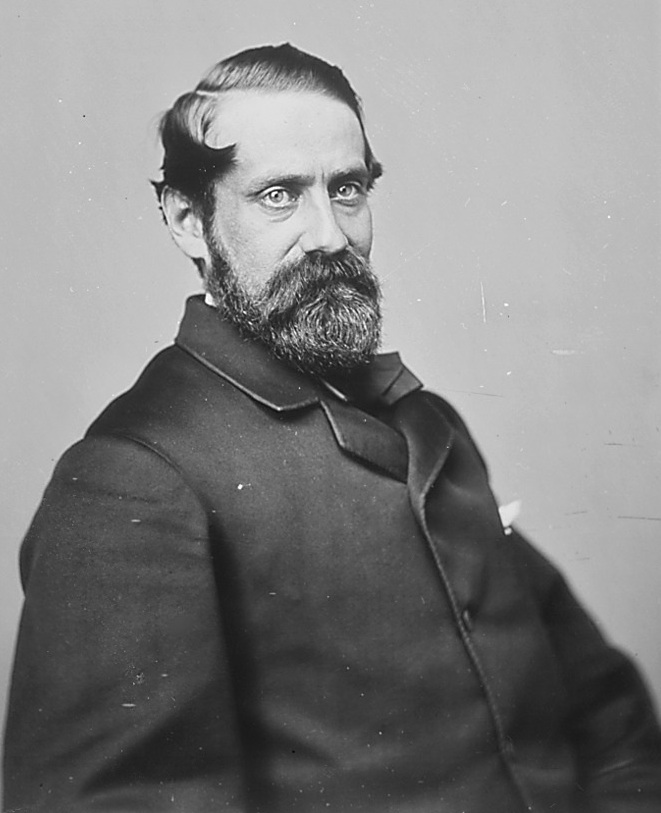
Augustus Brandegee

Augustus Brandegee (* 15. Juli 1828 in New London, Connecticut; † 10. November 1904 ebenda) war ein US-amerikanischer Politiker. Zwischen 1863 und 1867 vertrat er den dritten Wahlbezirk des Bundesstaates Connecticut im US-Repräsentantenhaus.

## Werdegang
Augustus Brandegee besuchte die Union Academy in New London und die Hopkins Grammar School in New Haven. Danach studierte er bis 1851 am Yale College, unter anderem das Fach Jura. Nach seiner 1851 erfolgten Zulassung als Rechtsanwalt begann er zusammen mit einem Partner in New London in seinem neuen Beruf zu arbeiten. Politisch schloss sich Brandegee der 1854 gegründeten Republikanischen Partei an. In den Jahren 1854, 1858, 1859 und 1861 wurde er in das Repräsentantenhaus von Connecticut gewählt; 1861 war er dessen Speaker.
Während des Bürgerkrieges war Brandegee ein Anhänger der Union. Zu Kriegsbeginn reiste er durch den Staat Connecticut, warb Soldaten für die Unionsarmee und hielt unterstützende Reden. Bei den Kongresswahlen des Jahres 1862 wurde er im dritten Distrikt von Connecticut in das US-Repräsentantenhaus in Washington, D.C. gewählt. Dort trat er am 4. März 1863 die Nachfolge von Alfred A. Burnham an. Nach einer Wiederwahl im Jahr 1864 konnte er bis zum 3. März 1867 zwei Legislaturperioden im Kongress absolvieren. Dort war er zeitweise Mitglied des Marine- und des Militärausschusses sowie Vorsitzender eines Sonderausschusses, dem Committee on a Post and Military Route from New York to Washington. 1866 verzichtete Augustus Brandegee auf eine weitere Kandidatur für den Kongress.
Im Juni 1864 nahm er als Delegierter an der Republican National Convention in Baltimore teil, auf der Präsident Abraham Lincoln für eine zweite Amtszeit nominiert wurde. 1866 nahm er an der Versammlung der Unionsanhänger in Philadelphia (Loyalist Convention) teil. Von 1871 bis 1873 war Brandegee Bürgermeister von New London. In den Jahren 1880 und 1884 war er erneut Delegierter zu den jeweiligen Republican National Conventions, auf denen James A. Garfield und später James G. Blaine als Präsidentschaftskandidaten der Partei nominiert wurden. Im Gegensatz zu Garfield blieb Blaines Kandidatur 1884 erfolglos.
In den letzten 20 Jahren seines Lebens arbeitete Brandegee wieder als Anwalt. Im Jahr 1892 war er Mitbegründer der Kanzlei Noyes & Brandegee, einer der größten Gemeinschaftskanzleien in New London. In dieser Zeit erhielt er von seiner Partei Angebote für weitere Kandidaturen für höhere Staatsämter, die er alle ablehnte. Zwischen 1897 und 1898  war er juristischer Berater der Stadt New London in Finanzangelegenheiten (Corporation Counsel). Augustus Brandegee starb am 10. November 1904 in New London und wurde dort auch beigesetzt. Sein Sohn Frank (1864–1924) vertrat zwischen 1901 und 1924 den Staat Connecticut in beiden Kammern des Kongresses.